# Dwerg (Tolkien)

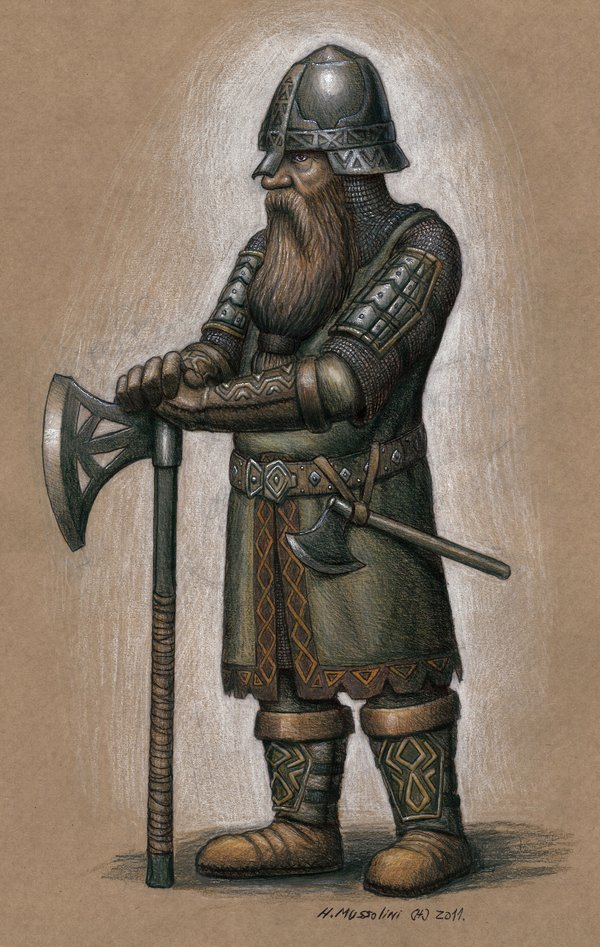
Dwerg

Dwergen (Engels: dwarves) zijn een fictief ras in J.R.R. Tolkiens Midden-aarde.
Dwergen zijn een van de vrije volkeren in Midden-Aarde. Ze zijn duidelijk anders dan de dwergen die bekend zijn uit de gewone sprookjes. Tolkien heeft geschreven dat hij een hekel had aan de manier waarop dwergen in de Amerikaanse cultuur, vooral door Disney, werden voorgesteld. Zelf greep Tolkien meer terug op de dwergen uit de Noorse mythologie, maar hij gaf hun wel een eigen karakter. De dwergen volgens Tolkien zijn kleiner dan mensen, gedrongen gebouwd met lange baarden. De manier waarop Tolkien dwergen heeft beschreven is sindsdien breed overgenomen bij fantasyboeken, -films en -spelen.

## De schepping van dwergen
In het begin der tijden toen de wereld vorm werd gegeven door de Valar woedde er een oorlog. Melkor vernietigde de woonplaats van de Valar, die zich terugtrokken in Valinor. In Midden-Aarde bleef Melkor in het geheim doorgaan met zijn duistere werken.
De Valar wisten dat eens de Kinderen van Iluvatar zouden komen. Maar Aulë, de grote ambachtsman van de Valar, kon daar niet op wachten. Hij probeerde daarop zelf kinderen te maken volgens de gebrekkige voorkennis die hij had. Nadat hij dertien kinderen had gemaakt sprak Iluvatar vertoornd tegen hem. Maar hij begreep wel dat Aulë niet uit hoogmoed had gehandeld, maar uit liefde voor de materialen waaruit de wereld gemaakt was. Iluvatar sprak: “Zie, deze schepsels van u hebben alleen maar uw wil, en uw beweging. Hoewel u een taal voor hen hebt ontworpen, kunnen zij u alleen maar uw eigen gedachten meedelen. Dit is een bespotting van mij.”
Aulë zag zijn fout in. Hij nam zijn hamer en wilde de oudste van zijn schepsels vernietigen, maar die deinsde verschrikt voor hem terug. Dat was het bewijs dat Iluvatar hem vergeven had en de dwergen nu een echt eigen leven had geschonken. Maar Iluvatar bepaalde ook dat de dwergen niet mochten verschijnen voor de elfen, die de Eerste zouden zijn. Daarom werden zij door Aulë in zalen gelegd om te wachten op hun ontwaken.
Dertien dwergen had Aulë gemaakt: zes stamvaders en hun gezellinnen. De oudste stamvader, Durin, had hij alleen geschapen.
Omdat Aulë de dwergen had gemaakt in de dagen van de macht van Melkor in Midden-Aarde had hij ze een groot overlevingsvermogen gegeven. Zij waren hard, koppig, standvastig in vriendschap en in vijandschap, zij konden hard werk, honger en verwondingen beter doorstaan dan andere volkeren. Hun levensduur was lang, veel langer dan dat van mensen, maar ze waren niet onsterfelijk.

## De eerste Era
Wanneer precies de dwergen ontwaken is onbekend maar moet na het ontwaken van de elfen zijn. De kennis van de dwergen is afkomstig van geschriften van de elfen, wat volgens de boeken veel informatie kan kleuren. Over hun eigen geschiedenis vertellen de dwergen weinig, net zomin als over hun taal.
De zeven vaders van de dwergen waren door Aulë in rust gelegd in verschillende gebergten van Midden-Aarde. In het noorden van de Ered Lindon ontwaakten de vaders van de Vuurbaarden en van de Breedbaarden. Onder de berg Gundabad ontwaakte Durin. De vier andere dwergvaders ontwaakten in bergen meer in het oosten in de Rode Bergen Orocarnil. Zij waren de stamvaders van de IJzervuisten, de Stijve Baarden, de Zwartlokken en de Steenvoeten. De diverse dwergvolkeren bleven wel contact met elkaar houden. Met name onder de berg Gundabad werden geregeld bijeenkomsten gehouden.
Omdat onze kennis via de elfen tot ons is gekomen weten wij alleen maar iets van de westelijke dwergvolkeren. Het bekendste dwergenvolk was dat van Durin. Durin was de oudste van de zeven vaders van het dwergenras. Hij trok na zijn ontwaken naar Azanulbizar en vestigde zich hier in de grotten bij Kheledzâram. Lang woonde hij hier, zodat hij de bijnaam Durin de Onsterfelijke kreeg. Maar onsterfelijk was hij niet. Onder zijn bewind ontwikkelde zich het rijk Khazad-dûm tot een groot en machtig rijk. Deze grootste Dwergendelf werd door de elfen Hadhodrond genoemd, later zou het bekend worden als Moria.
Vanuit Moria trekken de dwergen ook naar de Ered Luin of de Blauwe Bergen. In het noorden van de berg Dolmed stichten zij de stad Gabilgathol, dat later door de elfen Belegost werd genoemd en door de mensen Mikkelburg. Ten zuiden van Dolmed dolven zij de stad Tumunzahar, of Nogrod.
Uiteindelijk trekken de dwergen ook over de Ered Luin Beleriand binnen en ontmoeten hier de elfen. De dwergen noemen zich Khazâd, maar de elfen noemen hen Naugrim, het Onvolgroeide Volk, of ook wel Gonnhirrim: meesters van steen. De eerste dwergen die de elfen ontmoeten waren apart levende dwergen, bannelingen uit de steden Nogrod en Belegost. Aanvankelijk hielden de elfen hen voor dieren en maakten jacht op hen en vervolgden hen. Pas toen zij de dwergen van de Blauwe Bergen ontmoetten lieten zij hen met rust. Zij noemden hen de Noegyth Nibin, of Nietige Dwergen.
De Nietige Dwergen speelden een rol in de geschiedenis van Turin, de zoon van Húrin. Op een dag stuitten Turin en een groep vogelvrijen op drie dwergen bij de heuvel Amon Rûdh. De dwergen vluchtten, maar een werd door een pijl getroffen en een tweede gevangengenomen. Dit was Mîm en hij leidde hen naar zijn woning onder Amon Rûdh. Daar bleek wel dat de door een pijl getroffen dwerg, Khîm, de zoon van Mîm, was gestorven. Mîm en zijn beide zonen waren de laatste Nietige dwergen van Midden-Aarde. Mîm zou de verblijfplaats van Turin verraden aan orks en zou ten slotte gedood worden door Hurin.
De dwergen hielden hun taal voor buitenstaanders geheim. Al voor de dwergen de elfen ontmoetten hadden zij al contact met mensen. Met name de Langbaarden werkten samen met mensen. Er ontwikkelde zich een economie tussen hen: mensen handelden in eten, dieren en landbouwproducten, die zij met de dwergen ruilden voor het werken van dwergen aan gebouwen, wegen, mijnen en allerlei handgemaakte producten, zoals wapens en werktuigen. Hoewel de dwergen hun taal niet aan anderen leerden, waren zij wel bereid de taal van mensen, en later elfen, te leren.
Op advies van Melian van het elfenrijk Doriath, die wist dat de vrede in Midden-Aarde niet eeuwig zou duren, zocht koning Thingol contact met de dwergen van Belegost en Nogrod. Er ontstond een goede samenwerking, waarvoor de elfen wel betaalden met juwelen en parels. 
De dwergen werkten lang en hard voor Thingol. Zij bouwden de onderaardse stad Menegroth, die ook wel de Duizend Grotten werd genoemd. Samenwerking van elfen en dwergen maakte van Menegroth de mooiste plaats om te wonen buiten Valinor.
Van de dwergen hoorden de elfen dat in het oosten en noorden het kwaad van Melkor zich weer vermenigvuldigde. Wolven en orks werden steeds vaker gezien. Op verzoek smeedden de dwergen van Nogrod vele wapens voor de elfen. De beroemdste dwergensmid was Telchar. Het smeedwerk van de dwergen werd nooit overtroffen, ook niet door de Noldor. Vooral hun maliën waren beroemd.
In deze tijd was Daeron, de minstreel, de beroemdste geleerde van Thingol. Daeron ontwierp zijn runen. De dwergen leerden met graagte de runentaal. Bij hen werd Daeron meer geacht dan bij de elfen zelf.
Maar uiteindelijk kwam Melkor, die nu Morgoth genoemd werd, weer naar Midden-Aarde. De orks waren inmiddels sterk geworden en vervuld van begeerte en dood vielen zij van twee kanten het rijk van Thingol en Melian aan. Thingol kreeg hulp van Denethor en de Groene Elfen. De orks werden verslagen en degenen die vluchtten werden onderschept door de dwergen. Slechts weinigen overleefden dit.
Kort daarna kwamen Fëanor en de Noldor naar Midden-Aarde en ontbrandde de oorlog tegen Morgoth. 
Van de rijken van de Noldor lag het rijk van het volk van Caranthir het meest naar het oosten en hier ontmoeten zij de dwergen. Hoewel beide volkeren veel van handvaardigheid hielden mochten zij elkaar niet erg. De dwergen waren een heimelijk volk en snel gebelgd en Caranthir was hooghartig en hij verhulde nauwelijks zijn minachting voor de dwergen die hij onaantrekkelijk vond. Maar omdat Noldor en dwergen beiden Morgoth haatten sloten zij een bondgenootschap en de dwergen leerden veel van de Noldor.
Ook hadden de dwergen veel contact met Eöl de Donkere Elf uit Nan Elmoth. Deze ging met zijn zoon Maeglin vaak naar Belegost en Nogrod.
Finrod en zijn zuster Galadriel waren eens op bezoek bij koning Thingol en Melian. Finrod was onder de indruk van Menegroth. Hij riep de hulp van de dwergen in en bij de grotten van de rivier de Narog bouwden zij diepe zalen en kamers. Zo ontstond het rijk Nargothrond. De dwergen werden rijk beloond. Zij op hun beurt maakten voor Finrod de Nauglamir, het Halssnoer van de dwergen, het befaamdste van hun werken. In de taal van de dwergen werd Finrod 'Felagund' genoemd: houwer van grotten. 
Groot was de roem die de dwergen kregen bij de grote veldslag de Nirnaeth Arnoediad, de Ongetelde Tranen. De laatsten die hier stand hielden van de oostelijke strijdmacht waren de dwergen van Belegost. Bij het verschijnen van de grote draken leken de elfen volledig vernietigd te worden. Maar de dwergen omsingelden Glaurung. Glaurung werd gestoken door Azaghâl, de heer van Belegost en de draak met zijn gebroed vluchtten van het slagveld. Maar ook Azaghâl werd gedood. De dwergen namen Azaghâl op en droegen hem van het slagveld. De zonen van Fëanor wisten de slag te overleven omdat zij met een restant van de Noldor bij de dwergen bleven, die zich een weg naar de berg Dolmed vochten. Maar de veldslag was wel verloren en Morgoth heerste in Midden-Aarde.

## Strijd tussen elfen en dwergen
Een van de droevigste zaken uit de eerste era was de onenigheid die ontstond tussen dwergen en elfen. 
Via Hurin was koning Thingol in het bezit gekomen van de Nauglamir, het halssnoer dat de dwergen voor Finrod Felagund van Nargothrond hadden gemaakt. In Menegroth verbleven ook een groot aantal dwergensmeden. Thingol vroeg hun om de silmaril, die hij van Beren had gekregen, te verwerken in de Nauglamir. Dat werk verrichtten de dwergen. Maar zij wilden daarna de Nauglamir met de silamril niet meer teruggeven aan Thingol. Zij beweerden dat de Nauglamir van hen was en slechts door diefstal van de mens Hurin bij Thingol was gekomen. Thingol doorzag hen, en zag dat zij bovenal de silmaril begeerden. Maar de dwergen doodden hem en vluchten uit Menegroth met de Nauglamir en de silmaril. De dwergen werden achtervolgd en gedood, maar twee wisten te ontkomen naar Nogrod. Zij vertelden niet de gehele waarheid, maar slechts dat de dwergen gedood waren omdat hun betaling geweigerd was. De dwergen van Nogrod wilden wraak. Zij riepen de hulp in van hun verwanten van Belegost. Maar deze weigerden en probeerden de dwergen van Nogrod van hun voornemen af te houden. Tevergeefs. Een groot leger van dwergen van Nogrod rukte op naar Doriath. Zij vielen Menegroth binnen en er was een grote strijd tussen elfen en dwergen. Velen sneuvelden, maar de dwergen behaalden de overwinning en Menegroth werd geplunderd. 
Het bericht van de ondergang van Doriath bereikte de Groene Elfen van Ossiriand, waar ook Beren zich had teruggetrokken. Beren verzamelde elfen en met steun van de Enten werd het dwergenleger vernietigd. Beren zelf doodde de heer van Nogrod en nam de Nauglamir en de Silmaril.

## De Tweede Era
Na de vernietiging van Morgoth werd het aanzien van de wereld veranderd. Beleriand werd door de zee verzwolgen. Ook de dwergensteden Belegost en Nogrod waren vernietigd. Maar Moria was sterker dan ooit dankzij een toevloed van vele lieden met grote kennis en vaardigheden uit Nogrod en Belegost. Veel elfen waren naar het westen gevlucht. De Noldor vestigden een rijk in Eregion, grenzend aan Moria. En daar ontstond grote vriendschap tussen de handwerkslieden van elfen en dwergen.
Op een zeker moment verscheen Annatar, de Heer der Gaven, bij Eregion. Hij had grote kennis over de aarde en de smeedkunst. Celebrimbor, de heer van Eregion, en de elfensmeden werkten nauw samen met Annatar. Annatar zette hen aan tot het smeden van de Ringen van Macht. En daarbij werden zij verraden. Want Annatar was Sauron, die zelf de Ene Ring smeedde. Celebrimbor doorzag zijn bedoelingen. In de oorlog die ontbrandde werd Eregion vernietigd en Celebrimbor gedood. De dwergen sloten de deuren van Moria en Sauron kon daar niet binnen dringen. Maar hoewel het grote dwergenrijk Moria standhield zwermeden de orks in deze periode ook uit naar andere gebieden in de Nevelbergen. Zij vestigden zich in de Ered Mithrin en namen de berg Gundabad in. Hiermee werden ook de verbindingen tussen Moria en de dwergen in de IJzerheuvels geblokkeerd. Het verlies van Gundabad was een zware slag voor de dwergen. 
Sauron gaf zeven ringen aan de zeven dwergvorsten. Maar hij faalde in zijn opzet, want dwergen zijn niet door een vreemde wil te overheersen. Wel wakkerden de ringen hun dorst naar goud aan, en alleen al daardoor haalde Sauron veel voordeel. Er wordt gezegd dat het fundament van elk van de Zeven Schatten van de vroegere dwergenkoningen een gouden ring was. Maar al die schatten werden lang geleden geplunderd door de draken. Enkele van de Zeven Ringen werden door drakenvuur verteerd, en enkele kreeg Sauron weer in zijn bezit. Volgens de dwergen van Durins huis was de Ring die zij kregen de eerste van de Zeven dwergenringen die gesmeed was. En deze hadden zij gekregen van de elfensmeden van Eregion, en niet van Sauron. Hoewel diens invloed er ongetwijfeld in werkte.

## De Derde Era
Na ongeveer duizend jaar begint het kwaad zich weer te vermenigvuldigen. Orks nemen in aantal toe en vallen in de noordelijke bergen de dwergen aan. En misschien werd door dat kwaad ook een Balrog gewekt die zich had teruggetrokken onder de wortels van de bergen van Khazad-dûm, of hij werd gewekt door de dwergen die hier te diep delfden op zoek naar mithril. De Balrog doodde Durin VI en het jaar daarop zijn zoon Nain I. Het dwergenrijk Moria werd vernietigd en Durins volk verspreidde zich.
De meeste van de dwergen van Moria volgende Thrain I, de zoon van Nain I, en zij gingen naar het noorden, naar de berg Erebor. onder Thorin I trokken de meeste dwergen naar de Grijze Bergen. Maar hier huisden ook draken die de dwergenwoningen plunderden. Dain I werd met zijn zoon Frór voor de deuren van zijn burcht door een grote koudedraak gedood.
Grór, Dains erfgenaam, keerde naar Erebor terug. Het ging hen hier goed. De dwergen hadden goede relaties met de mensen van Dal en met de Noordmannen en bleven ook handelen met hun verwanten in de IJzerheuvels. Maar de rijkdom van de dwergen trok ook de aandacht van Smaug, de Gouden Draak, de grootste van de draken van zijn tijd. Smaug vernietigde de nabijgelegen stad Dal en drong toen Erebor binnen. Vele dwergen werden gedood, maar ook konden velen ontsnappen. Onder hen koning Thrór en zijn zoon Thrain II.
Jaren later gaf Thrór de laatste van de Zeven Ringen aan Thrain. Thrór zelf trok weg. Hij ging naar Moria maar werd daar door orks onthoofd en in stukken gehakt.
Toen Thrain II dit hoorde zat hij lang stil, maar toen sprak hij: “Dit is onduldbaar”. En dat werd het begin van de oorlog van de dwergen tegen de orks. Het kostte de verspreid wonende dwergen drie jaar om hun leger te verzamelen. Maar toen vielen zij aan. De oorlog werd vooral onder de grond uitgevochten. Vanaf het noorden van de Nevelbergen werden alle orkvestingen opgerold, tot ten slotte alle orks verzameld waren in Moria. Daar kwam het tot een grote veldslag, de Slag van Azanulbizar. Velen sneuvelden, maar uiteindelijk waren de dwergen het sterkst. Dáin IJzervoet versloeg Azog, de orkhoofdman.

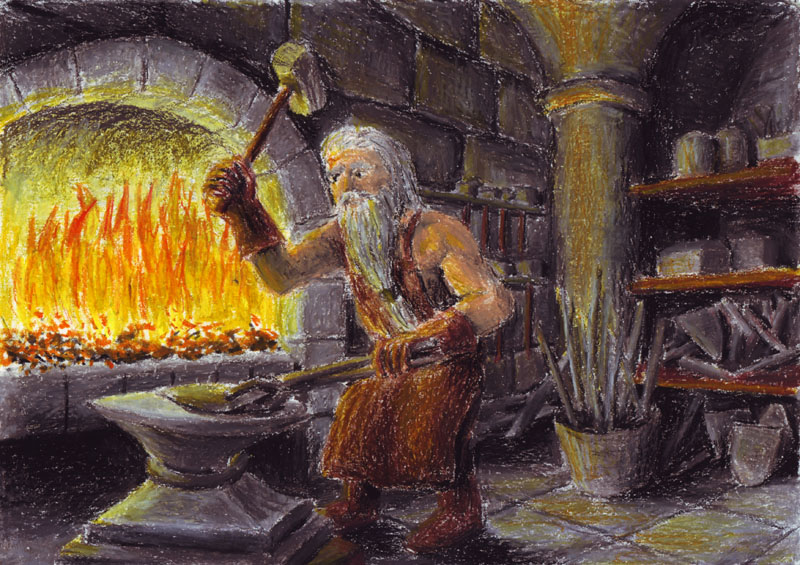
Thorin in de Blauwe Bergen

Na de veldslag vestigden Thrain II, zijn zoon Thorin Eikenschild en hun volgelingen zich ten oosten van de Ered Luin.  
Het lijkt erop dat het door de ring kwam dat Thrain rusteloos werd. Zonder met Thorin te overleggen trok hij richting Erebor. Maar onderweg werd hij door dienaren van Sauron gevangengenomen en naar Dol Guldur gebracht. Daar werd hij gemarteld en de ring werd hem afgenomen. In de kerker werd hij bezocht door Gandalf, die heimelijk Dol Guldur was binnengekomen. Thrain gaf Gandalf de sleutel van Erebor en een kaart. Maar hij was te zwaargewond en stierf in de kerker van Sauron.
Gandalf en Thorin Eikenschild beraamden een plan om naar Erebor terug te keren. Deze geschiedenis wordt verteld in De Hobbit. De dwergen namen opnieuw Erebor in het bezit, maar voor dat gebeurde vond er een grote veldslag plaats. Smaug werd gedood, maar ook Thorin Eikenschild. Dáin IJzervoet werd Koning onder de Berg.
Voor de Oorlog om de Ring trokken dwergen uit het oosten van Midden-aarde naar het westen als vluchtelingen. Dit waren niet de dwergen van Erebor of de IJzerheuvels aangezien deze dwergenrijken nog bestonden. Tijdens de Oorlog om de Ring werd het dwergenrijk onder Erebor aangevallen door een noordelijk leger van Sauron. De nabijgelegen stad Dal werd vernietigd, maar mensen en dwergen wisten stand te houden in Erebor.
Bekendheid in deze oorlog kreeg vooral Gimli, een van de negen reisgenoten die met de Ringdrager uit Rivendel vertrokken. Gimli werd Elfenvriend genoemd, door zijn grote vriendschap voor Legolas, de zoon van koning Thranduil, en wegens zijn verering van vrouwe Galadriel van Lorien.
Na de val van Sauron leidde Gimli een deel van de dwergen van Erebor naar Helmsdiepte in Rohan. Gimli stichtte hier een rijk in de Glinsterende Grotten (Aglarond). Hij en zijn volk verrichten hier grote werken, onder meer maakten zij nieuwe poorten van mithril en staal voor Minas Tirith.
Ten slotte schijnt Gimli met zijn vriend Legolas Midden-Aarde verlaten te hebben op reis naar het westen. Hij zou daardoor de eerste dwerg zijn die in de elfenlanden in het westen terechtkwam.

## Dwerginnen
De dwergen vermenigvuldigden zich langzaam. Aanvankelijk waren er zes vrouwen van de dertien dwergen die door Aulë gemaakt waren. Later schijnt het dat er een derde vrouwen waren. Bovendien trouwden ook niet alle vrouwen en veel mannen wilden niet trouwen, omdat ze te veel in hun werk opgingen.
Veel echte gegevens zijn hier niet over bekend. Dit komt vooral omdat mensen en elfen het verschil tussen mannen en vrouwen bij dwergen niet goed kunnen zien. De enige dwergin die genoemd wordt, was Dís, de dochter van Thrain II. Zij was de moeder van Fíli en Kíli, die met Bilbo Balings naar Erebor reisden.